# Von Miller
Vonnie B'Vsean Miller Jr. (Dallas, 26 marzo 1989) è un giocatore di football americano statunitense che milita nel ruolo di outside linebacker per i Washington Commanders della National Football League (NFL). Fu scelto come secondo assoluto nel Draft NFL 2011 dai Denver Broncos. Al college ha giocato a football alla Texas A&M University. Il 7 febbraio 2016 vinse il Super Bowl 50 coi Broncos, venendo nominato MVP della partita grazie a 2,5 sack e 2 fumble forzati ai danni del quarterback dei Carolina Panthers Cam Newton.

## Carriera universitaria
Come junior a Texas A&M, Miller guidò la nazione in sack con 17. Nel suo anno da senior mise a segno altri 10,5 sack. Nelle sue due ultime stagioni con gli Aggies, Von totalizzò 27,5 sack e venendo inserito nella formazione ideale degli All-America in entrambe le stagioni; Miller vinse inoltre il Butkus Award, assegnato al miglior linebacker a livello universitario della nazione.

## Carriera professionistica

### Denver Broncos

#### Stagione 2011

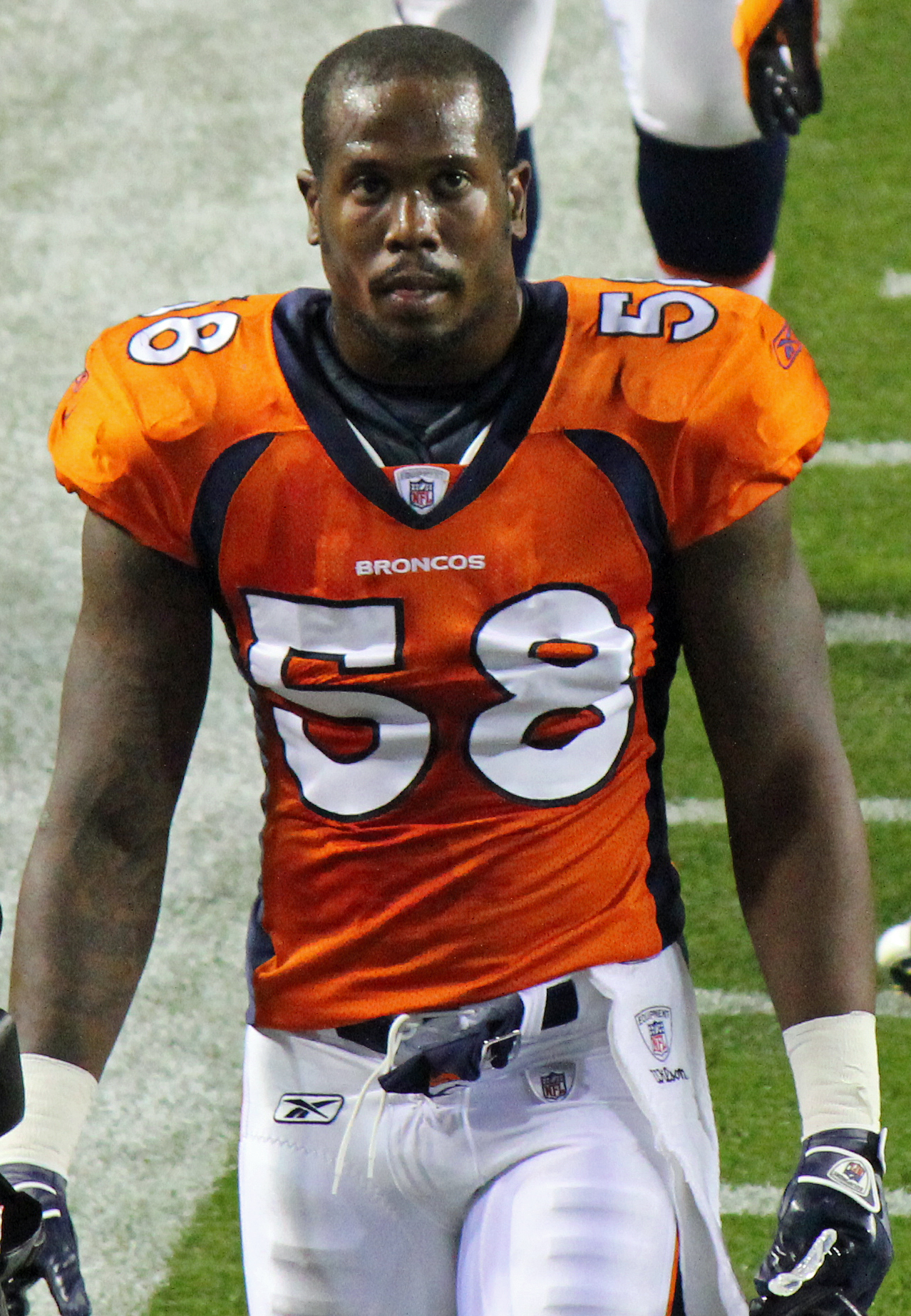
Miller nel 2011

Miller nel Draft 2011 fu scelto come secondo assoluto dai Denver Broncos dopo Cam Newton. Fu il linebacker scelto più in alto dai tempi di LaVar Arrington, selezionato con il numero 2 dai Washington Redskins nel Draft NFL 2000. L'ex quarterback dei Broncos e vice presidente esecutivo John Elway affermò che "[Miller è] il tipo di ragazzo che arriva ogni dieci anni".
Il 28 luglio 2011, Miller firmò ufficialmente il proprio contratto con i Denver Broncos, decidendo di indossare il numero 58 in onore del suo giocatore preferito, il linebacker Hall of Famer Derrick Thomas.
Il 12 settembre 2011, nella sua prima giocata dalla linea di scrimmage, Miller forzò un fumble. Il 18 settembre mise a segno il suo primo sack su Andy Dalton, nella partita dei Broncos contro i Cincinnati Bengals. Nel corso dell'11a settimana, Miller fu nominato migliore difensore della settimana dell'American Football Conference grazie alla sua prestazione contro i New York Jets. Nella sua annata da rookie totalizzò 62 tackle e 11,5 sack.
A fine stagione Miller fu convocato per il suo primo Pro Bowl e vinse il premio di rookie difensivo della stagione assegnato dall'Associated Press. Inoltre, fu votato al 52º posto nella NFL Top 100, l'annuale classifica dei migliori cento giocatori della stagione.

#### Stagione 2012
Il 9 settembre, Miller iniziò la sua seconda stagione da professionista mettendo a segno due sack su Ben Roethlisberger nella vittoria dei Broncos per 31-19 sui Pittsburgh Steelers.
Nella settimana 5 i Broncos persero contro i Patriots ma Miller giocò una partita di alto profilo guidando la squadra con 8 tackle e due sack su Tom Brady.

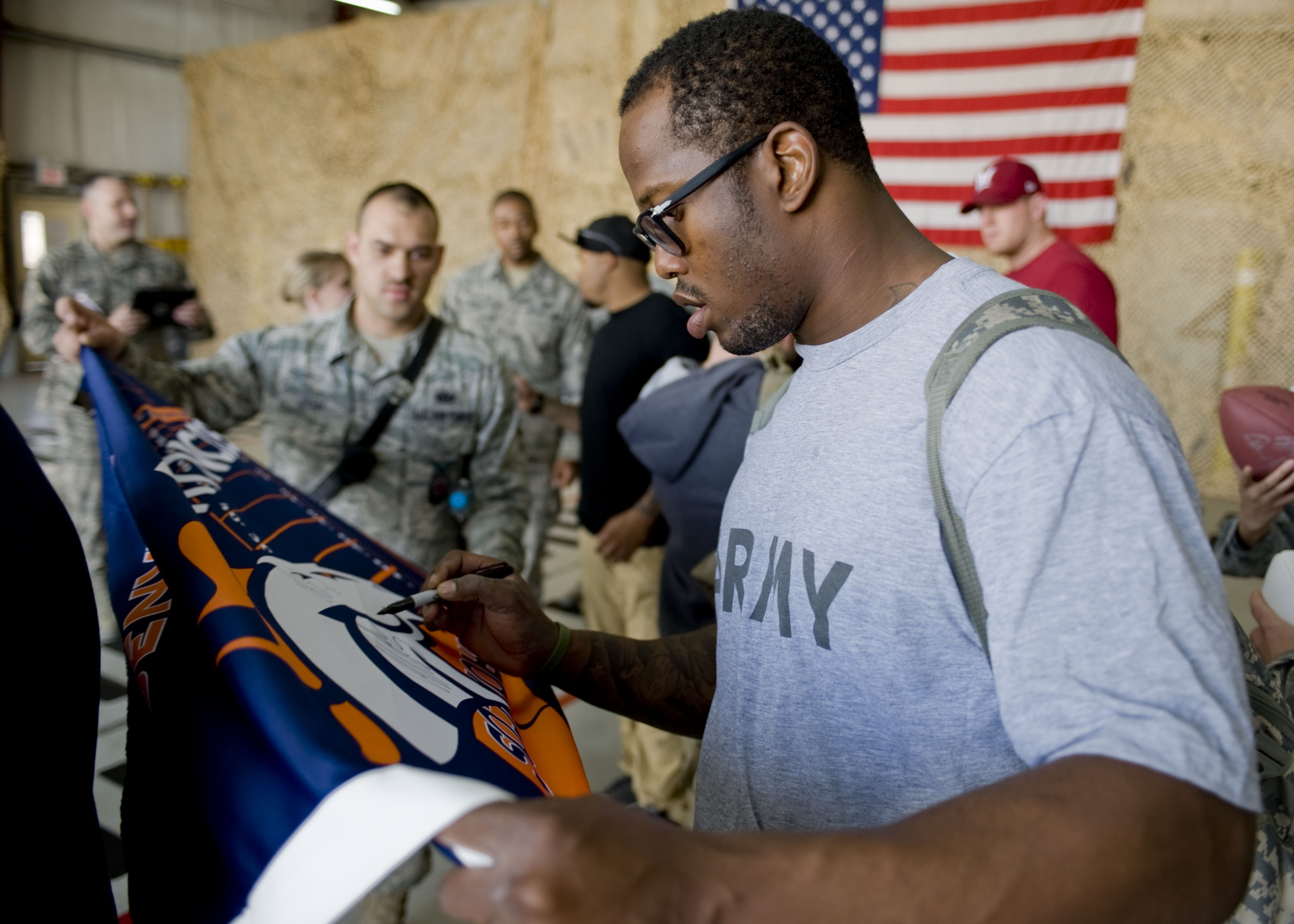
Miller mentre firma autografi alle truppe statunitensi al Transit Center di Manas, Kirghizistan, nel marzo 2013.

Nella vittoria della settimana 9 sui Cincinnati Bengals Miller stabilì un nuovo primato in carriera mettendo a referto 3 sack ai danni di Andy Dalton.
Nella settimana 10, Miller e i Broncos vinsero in casa dei Carolina Panthers: il giocatore disputò una partita dominante pressando Cam Newton per tutta la gara, mettendo a segno 6 tackle, un sack e forzando un fumble che portò a un intercetto da parte di Denver. Nella gara successiva vinta ancora sui Chargers, mise a segno altri 3 sack, superando J.J. Watt in cima alla classifica parziale stagionale con 13. A fine mese fu premiato come miglior difensore di novembre della AFC, dopo aver guidato la conference con 8 sack e 10 tackle for loss. Fu il primo giocatore dei Broncos a vincere questo riconoscimento da Champ Bailey nel 2006.
Nella settimana 13 Miller mise a referto un sack, forzò un fumble e intercettò il suo primo passaggio in carriera che ritornò per 26 yard in touchdown.
Il 23 dicembre i Broncos ottennero la decima vittoria consecutiva battendo i Cleveland Browns con Von che concluse la gara con 1,5 sack. Tre giorni dopo fu convocato per il secondo Pro Bowl in carriera. I Broncos conclusero col miglior record della AFC e Miller terminò terzo nella classifica dei sack con 18,5 (record di franchigia), oltre a 68 tackle, 1 intercetto, 3 passaggi deviati, touchdown e 6 fumble forzati (terzo nella NFL). Il 12 gennaio 2013 fu inserito per la seconda volta nel First-team All-Pro e si classificò secondo dietro a J.J. Watt nel premio di Miglior difensore dell'anno.
La stagione dei Broncos si concluse nel divisional round dei playoff quando, in uno Sports Authority Field at Mile High congelato, furono sconfitti dopo due tempi supplementari dai Baltimore Ravens. Miller terminò la gara con 9 tackle e 0,5 sack. A fine anno fu posizionato al numero 9 nella classifica dei migliori cento giocatori della stagione.

#### Stagione 2013
Il 20 agosto 2013, Miller fu sospeso per sei partite dalla lega per abuso di sostante vietate. Tornò in campo nella settimana 7 contro gli Indianapolis Colts mettendo a segno due tackle in quella che fu la prima sconfitta stagionale di Denver. La settimana seguente fece registrare il primo sack stagionale nella vittoria sui Washington Redskins e il secondo dopo il turno di pausa nella settimana 10 contro i Chargers. Nella settimana 12 contro i Patriots, Miller tornò a mettere in mostra la forma dell'anno precedente mettendo a segno due sack su Brady e forzando un fumble che ritornò in touchdown. I Broncos tuttavia sprecarono un vantaggio di 24 punti alla fine del primo tempo e furono sconfitti ai supplementari. Nella settimana 14 mise a segno un sack e forzò un fumble nella vittoria sui Titans che diede ai Broncos la matematica qualificazione ai playoff. Nel turno penultimo turno della stagione, Miller riportò la rottura del legamento collaterale anteriore nella gara contro i Texans, chiudendo in anticipo la sua annata, alla fine della quale fu votato al 76º posto nella NFL Top 100 dai suoi colleghi.

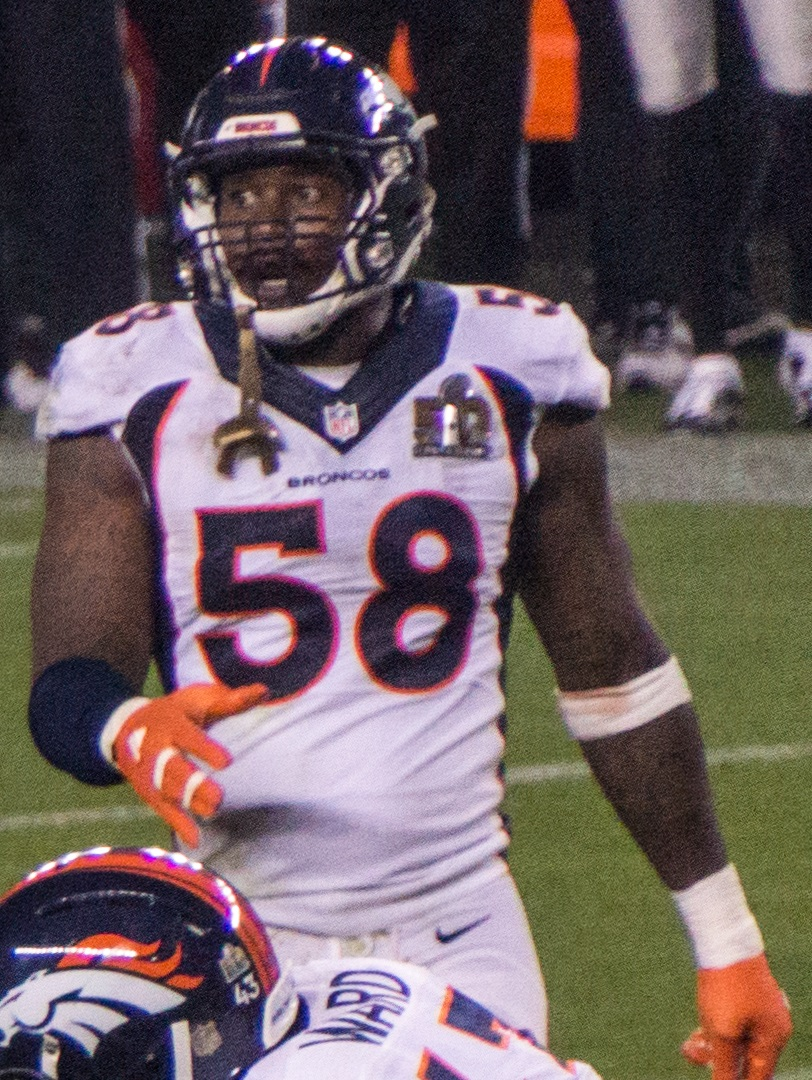
Miller nel Super Bowl 50 dove fu premiato come MVP

#### Stagione 2014
Tornato in campo nel 2014, Miller mise a segno il primo sack nella settimana 2 contro i Chiefs. Un altro lo fece registrare la settimana successiva su Russell Wilson ma i Broncos furono sconfitti ai supplementari. Tra la settimana 5 e la settimana 7, Miller mise a segno due sack a partita, nelle sfide tutte vinte dai Broncos, rispettivamente contro Cardinals, Jets e 49ers. A fine mese fu premiato come miglior difensore della AFC di ottobre in cui fece registrare 14 tackle (di cui 10 con perdita di yard da parte degli avversari) e 7 sack. A fine anno fu convocato per il terzo Pro Bowl in carriera e inserito nel Second-team All-Pro dopo avere guidato i Broncos con 14 sack.

#### Stagione 2015: MVP del Super Bowl
Col sack messo a segno nel secondo turno contro i Chiefs, Miller giunse a quota 50 in carriera. Due settimane dopo recuperò un fumble forzato dal compagno T.J. Ward dopo un sack su Teddy Bridgewater nei secondi finali che sigillò la vittoria dei Broncos, la quarta in altrettante gare. Nel tredicesimo turno disputò la prima gara stagionale con più di un sack mettendone a segno due nella vittoria sui Chargers. A fine anno fu convocato per il quarto Pro Bowl in carriera ed inserito nel First-team All-Pro dopo avere guidato i Broncos con 11 sack.
Nella finale di conference contro i Patriots, Miller fu il mattatore della difesa dei Broncos con 2,5 sack e un intercetto su Tom Brady, nella vittoria che qualificò Denver per il Super Bowl 50. Il 7 febbraio 2016, nella finalissima contro i Carolina Panthers vinta per 24-10, fu premiato come MVP della partita dopo avere messo a segno 6 tackle, 2,5 sack su Cam Newton e forzato due fumble da cui i Broncos segnarono 2 touchdown.

#### Stagione 2016

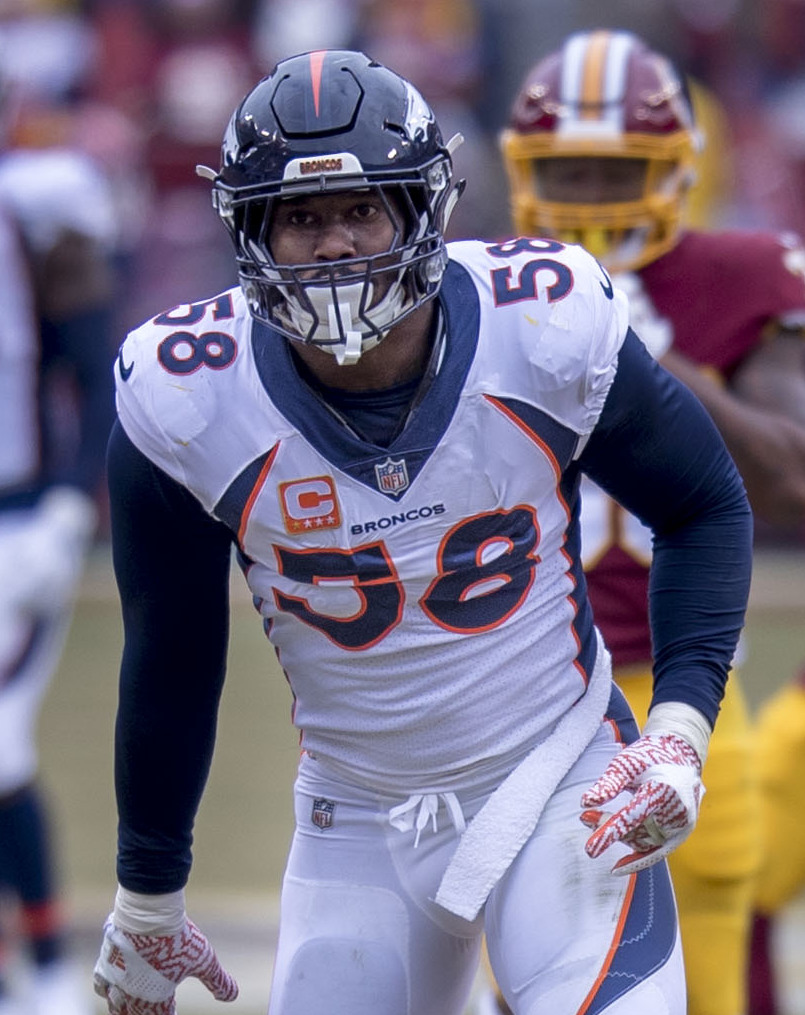
Miller nel 2017 a Washington contro i Redkins

Il 15 luglio 2016, Miller firmò coi Broncos un rinnovo contrattuale di sei anni per un valore di 114,5 milioni di dollari, inclusi 70 milioni garantiti, che lo rese il difensore più pagato della lega. La prima gara della stagione fu la rivincita del Super Bowl di sette mesi prima coi Panthers che i Broncos vinsero per 21-20. Miller mise a segno tre placcaggi e un altro sack su Newton. Sette giorni dopo fu premiato come difensore della AFC della settimana dopo avere fatto registrare 3 sack e un fumble forzato contro i Colts. A fine stagione fu convocato per il quinto Pro Bowl in carriera, inserito nel First-team All-Pro e terminò secondo nel premio di difensore dell'anno, per un solo voto dietro a Khalil Mack, dopo essersi classificato al secondo posto della NFL con 13,5 sack, oltre a un nuovo primato personale di 78 tackle. I Broncos invece non riuscirono a fare ritorno ai playoff per difendere il titolo dell'anno precedente.

#### Stagione 2017
Nel 2017 Miller fu convocato per il suo sesto Pro Bowl, di cui fu votato come miglior giocatore difensivo, e inserito nel Second-team All-Pro dopo avere fatto registrare 57 tackle, 10 sack e forzato 2 fumble. Per i Broncos si trattò invece di un'altra annata negativa, terminata con un record di 5-11 all'ultimo posto della division.

#### Stagione 2018

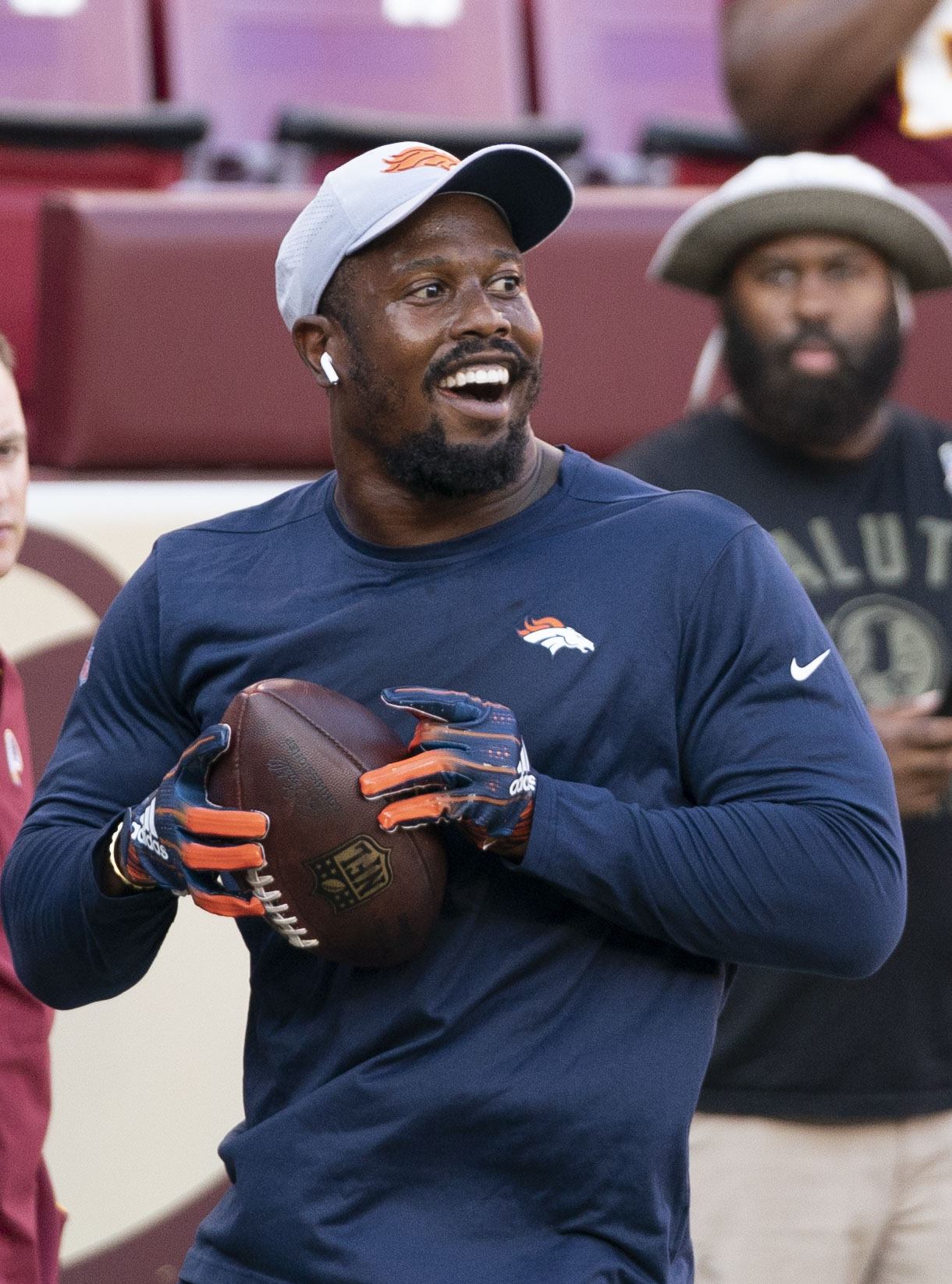
Miller nel 2018

Miller inaugurò la stagione 2018 con tre sack e un fumble recuperato nella vittoria interna sui Seahawks per 27-24. Nell'undicesimo turno, con i Broncos in svantaggio di 12 punti coi Chargers, intercettò un passaggio di Philip Rivers ritornandolo per 42 yard e dando il via alla vittoria in rimonta di Denver. Per questa prestazione fu premiato come difensore della AFC della settimana. A fine stagione fu convocato per il suo settimo Pro Bowl e inserito nel Second-team All-Pro dopo avere chiuso con 14,5 sack e 4 fumble forzati.

#### Stagione 2019
Nel quarto turno della stagione 2019 Miller toccò quota 100 sack in carriera, il quarto più veloce di ogni epoca a riuscirvi. A fine stagione fu convocato per il suo ottavo Pro Bowl dopo avere messo a segno 46 tackle e 8 sack, il suo minimo dal 2013. Per la prima volta inoltre non forzò alcun fumble.

#### Stagione 2020
Durante un allenamento l'8 settembre 2020 Miller subì un grave infortunio rompendosi un tendine del perone, perdendo tutta la stagione.

#### Stagione 2021
Miller tornò in campo dall'infortunio nel primo turno della stagione 2021 mettendo a referto due sack nella vittoria sui New York Giants. Alla fine di settembre fu premiato come difensore del mese della AFC dopo avere messo a segno 4 sack e 6 placcaggi con perdita di yard.

### Los Angeles Rams
Il 1º novembre 2021 Miller fu scambiato con i Los Angeles Rams per una scelta del secondo e del terzo giro del draft. Il 13 febbraio 2022 scese in campo nel Super Bowl LVI vinto contro i Cincinnati Bengals 23-20, mettendo  a segno due sack e conquistando il suo secondo titolo. Giunse così a quota 4,5 sack nel Super Bowl, pareggiando il record assoluto di Charles Haley.

### Buffalo Bills

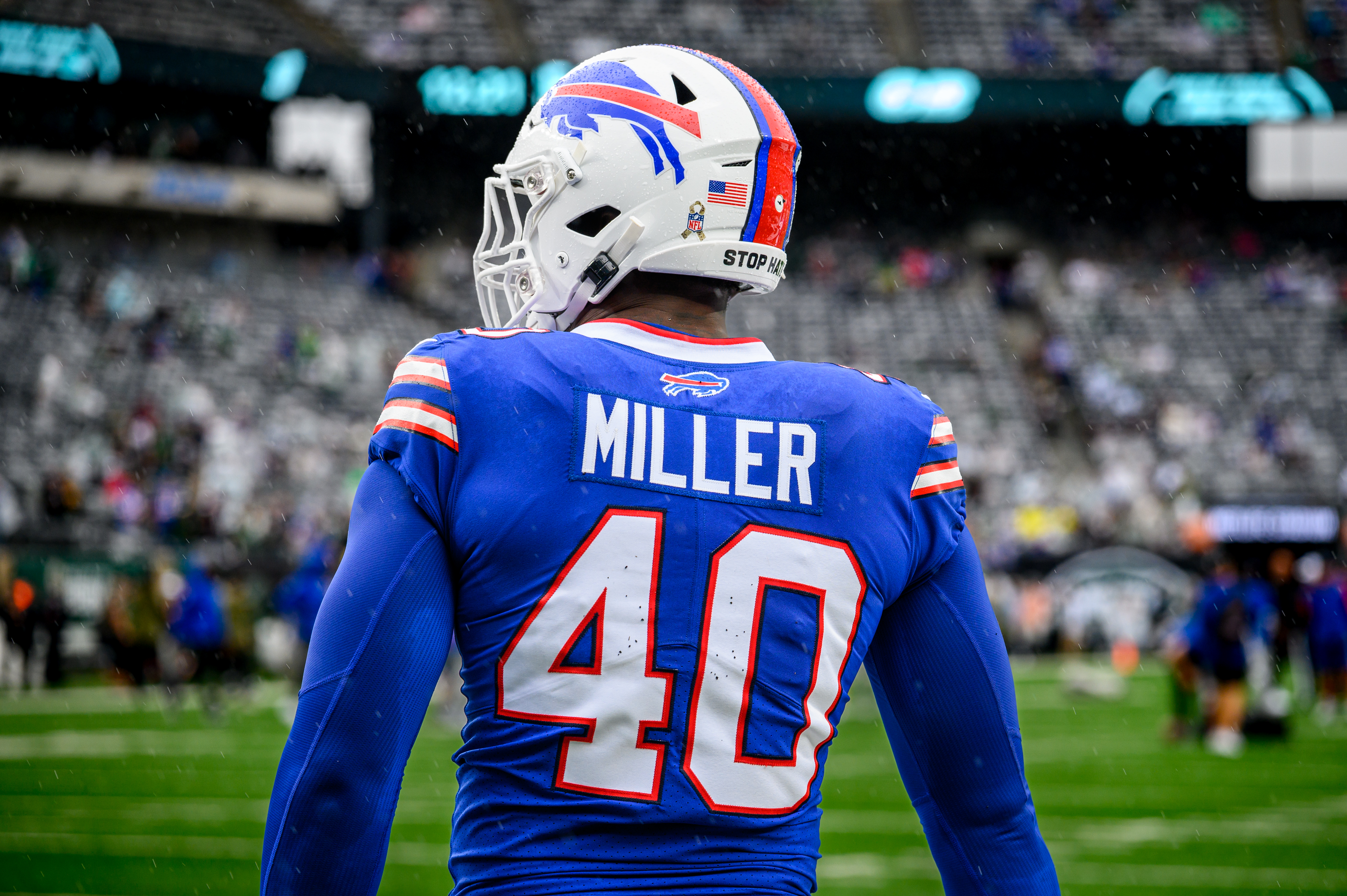
Miller nel 2022

Il 16 marzo 2022 Miller firmò un contratto di 6 anni dal valore di 120 milioni di dollari con i Buffalo Bills. Nella prima partita con la nuova maglia mise a referto due sack nella vittoria sui suoi ex Rams. Durante la gara del Giorno del Ringraziamento a Detroit contro i Lions, Miller fu costretto a lasciare il campo per un infortunio al ginocchio, perdendo le successive gare. Il 1 dicembre fu inserito in lista infortunati. Il 7 dicembre fu annunciato che avrebbe perso tutto il resto della stagione a causa della rottura del legamento crociato anteriore. Il suo 2022 si chiuse così con 8 sack in 11 presenze.
Miller tornò a calcare i campi di gioco nel quinto turno della stagione 2023 mettendo a segno un placcaggio nella sconfitta contro i Jaguars.
Il 1º ottobre 2024 Miller fu sospeso per quattro partite per avere violato il codice di comportamento della lega.
Il 9 marzo 2025 Miller fu svincolato.

### Washington Commanders
Il 16 luglio 2025 Miller firmò con i Washington Commanders.

## Palmarès

### Franchigia
- Super Bowl : 2

Denver Broncos: Super Bowl 50
Los Angeles Rams: Super Bowl LVI
- American Football Conference Championship: 2

Denver Broncos: 2013, 2015
- National Football Conference Championship: 1

Los Angeles Rams: 2021

### Individuale
- MVP del Super Bowl: 1

2015
- MVP del Pro Bowl: 1

2017
- Convocazioni al Pro Bowl: 8

2011, 2012, 2014, 2015, 2016, 2017, 2018, 2019
- First team All-Pro: 4

2011, 2012, 2015, 2016
- Second-team All-Pro: 3

2014, 2017, 2018
- Rookie difensivo dell'anno - 2011
- PFWA All-Rookie Team - 2011
- Difensore del mese della AFC: 4

novembre 2012, ottobre 2014, settembre 2016, settembre 2021
- Difensore della settimana della AFC: 4

11ª del 2011, 11ª del 2012, 2ª del 2016, 11ª del 2018
- NFL Butkus Award: 1

2012
- Club dei 100 sack
- Formazione ideale della NFL degli anni 2010

## Statistiche
| Stagione regolare |          |                               |                               |                               |                               |                               |                               |                               |                               |                               |                               |                               |                               |                               |                               |
| Stagione          | Stagione | Stagione                      | Stagione                      | Tackle                        | Tackle                        | Tackle                        | Tackle                        | Fumble                        | Fumble                        | Fumble                        | Fumble                        | Intercetti                    | Intercetti                    | Intercetti                    | Intercetti                    |
| Anno              | Squadra  | PG                            | PT                            | Tot                           | Sol                           | Ass                           | Sack                          | FF                            | FR                            | Yds                           | TD                            | Int                           | Yds                           | TD                            | PD                            |
| 2011              | DEN      | 15                            | 15                            | 64                            | 50                            | 14                            | 11.5                          | 3                             | 0                             | 0                             | 0                             | 0                             | 0                             | 0                             | 4                             |
| 2012              | DEN      | 16                            | 16                            | 68                            | 55                            | 13                            | 18.5                          | 6                             | 0                             | 0                             | 0                             | 1                             | 26                            | 1                             | 2                             |
| 2013              | DEN      | 9                             | 9                             | 34                            | 27                            | 7                             | 5.0                           | 3                             | 1                             | 60                            | 1                             | 0                             | 0                             | 0                             | 1                             |
| 2014              | DEN      | 16                            | 16                            | 59                            | 42                            | 17                            | 14.0                          | 1                             | 1                             | 2                             | 0                             | 0                             | 0                             | 0                             | 2                             |
| 2015              | DEN      | 16                            | 16                            | 35                            | 30                            | 5                             | 11.0                          | 4                             | 3                             | 0                             | 0                             | 0                             | 0                             | 0                             | 1                             |
| 2016              | DEN      | 16                            | 16                            | 78                            | 62                            | 16                            | 13.5                          | 3                             | 0                             | 0                             | 0                             | 0                             | 0                             | 0                             | 3                             |
| 2017              | DEN      | 16                            | 16                            | 57                            | 40                            | 17                            | 10.0                          | 2                             | 1                             | 0                             | 0                             | 0                             | 0                             | 0                             | 3                             |
| 2018              | DEN      | 16                            | 16                            | 48                            | 29                            | 19                            | 14.5                          | 4                             | 3                             | 3                             | 0                             | 1                             | 42                            | 0                             | 3                             |
| 2019              | DEN      | 15                            | 15                            | 46                            | 33                            | 13                            | 8.0                           | 0                             | 0                             | 0                             | 0                             | 0                             | 0                             | 0                             | 2                             |
| 2020              | DEN      | non ha giocato per infortunio | non ha giocato per infortunio | non ha giocato per infortunio | non ha giocato per infortunio | non ha giocato per infortunio | non ha giocato per infortunio | non ha giocato per infortunio | non ha giocato per infortunio | non ha giocato per infortunio | non ha giocato per infortunio | non ha giocato per infortunio | non ha giocato per infortunio | non ha giocato per infortunio | non ha giocato per infortunio |
| 2021              | DEN/LAR  | 15                            | 15                            | 50                            | 33                            | 17                            | 9.5                           | 1                             | 0                             | 0                             | 0                             | 0                             | 0                             | 0                             | 1                             |
| 2022              | BUF      | 11                            | 11                            | 21                            | 18                            | 3                             | 8.0                           | 1                             | 0                             | 0                             | 0                             | 0                             | 0                             | 0                             | 2                             |
| Totale            |          | 161                           | 161                           | 561                           | 431                           | 130                           | 123.5                         | 27                            | 9                             | 65                            | 1                             | 2                             | 68                            | 1                             | 24                            |

Statistiche aggiornate alla stagione 2022